# Pokusa (wieś)
Pokusa (lit. Pakūsa) − wieś na Litwie, w rejonie solecznickim, 7 km na wschód od Solecznik, zamieszkana przez 3 ludzi. Przed II wojną światową w Polsce, w powiecie wileńsko-trockim województwa wileńskiego.